# Mario Regueiro
Mario Ignacio Regueiro Pintos (Montevidéu, 14 de setembro de 1978) é um futebolista uruguaio que atua como atacante ou meia. Atualmente defende o Racing Club.

## Títulos
Nacional
- Campeonato Uruguaio: 1998 e 2000